# لیندرو فرناندز د موراتین
لیندرو فرناندز د موراتین (به اسپانیایی: Leandro Fernández de Moratín)، نمایش‌نامه‌نویس، مترجم و شاعر اسپانیایی در دهم مارس ۱۷۶۰ در مادرید به دنیا آمد و در بیست و یکم ژوئن ۱۸۲۸ در پاریس چشم از جهان فرو بست.

## کتابشناسی
برخی از آثار وی عبارتند از:
- پیرمرد و دختر جوان
- کمدی جدید یا کافه
- زن دو چهره
- بارون
- وقتی که یک دختر بله می‌گوید
- مدرسه شوهران